# 出雲国山代郷遺跡群
出雲国山代郷遺跡群（いずものくにやましろごういせきぐん）は、島根県松江市大庭町・山代町・矢田町一帯に広がる、古代出雲国意宇郡山代郷の正倉や寺院跡からなる遺跡群。1980年（昭和55年）に正倉跡が「出雲国山代郷正倉跡」（いずものくにやましろごうしょうそうあと）の名で国の史跡に指定されたが、その後、北側にある来美廃寺（くるみはいじ）が『出雲国風土記』に見える北新造院（きたしんぞういん）跡と確定し2002年（平成14年）に追加指定されたため、名称も「出雲国山代郷遺跡群 正倉跡 北新造院跡」に変更された。その後、南新造院跡・南新造院瓦窯跡の追加指定が答申されている（官報告示を経て正式指定となる）。八雲立つ風土記の丘の一部として遺跡の整備・保護が進められている。

## 正倉跡
出雲国意宇郡にあった山代郷の正倉とされる掘立柱建物群の遺構。1978年（昭和53年）から始められた発掘調査の結果、飛鳥時代以降の律令期に用いられた大規模な正倉跡とされた。
東西100メートル・南北150メートル以上の敷地の中央部に掘立柱建物が見られ、そこが管理施設の跡であったと推定されている。東端には桁行4間・梁間3間の総柱建物3棟が南北に均等に配置され、倉庫群の約30メートル西側や中央部を挟んだ西側にも同様の倉庫跡が複数確認され、建物26棟、柵列3条・溝状遺構5条・土坑2か所が確認されている。

## 北新造院跡
北新造院跡は、以前から来美廃寺の呼称で知られ『出雲国風土記』にて現地の豪族である日置君目烈が建立した「新造院」に充てる説が存在していたが、本格的な調査が実施されたのは1996年（平成8年）のことであった。調査の結果、金堂及びその本尊とみられる三尊仏が置かれた痕跡、更に金堂周辺を取り巻く伽藍の跡が確認され、7世紀末から11世紀末に火災で廃寺になるまで存続した寺院で、『出雲国風土記』の記す「新造院」跡であることが確定した。なお、『出雲国風土記』には同じく現地の豪族である出雲臣弟山が建立した「新造院」も存在しているため、そちらの跡地と推定される四王寺跡を「南新造院」（正倉跡の東側にある。現在、島根県指定史跡）と称し、こちらを「北新造院」と称した。『出雲国風土記』の記述を裏付ける仏教遺跡の存在が確定したことから、前述の通り、2002年（昭和14年）に国の史跡に追加指定された。